# Joseph Jenkins Roberts
Joseph Jenkins Roberts (n. 15 martie 1809, Norfolk, Virginia, SUA – d. 24 februarie 1876, Monrovia, Liberia) a fost președintele Liberiei de două ori (1848-1856 și 1872-1876). S-a născut în Norfolk, Virginia, USA, Roberts a emigrat în Liberia în 1829. În tinerețe și-a deschis un magazin în Monrovia, după care a intrat în politică. În 1847, când Liberia a devenit stat independent, Roberts a fost ales primul președinte al țării și a îndeplinit această funcție până în 1856. În 1872 a fost ales din nou președinte.

## Tinerețea
Joseph s-a născut în Norfolk, Virginia, Statele Unite, fiind al doilea dintre șapte frați. S-a spus că tatăl său ar fi fost un stăpân de plantații galez. Amelia, mama sa, descrisă ca fiind o mulatră cu pielea deschisă la culoare, a fost o vreme sclava și consoarta acestuia, care a eliberat-o când era tânără. Amelia și-a botezat toți copiii cu excepția unuia Jenkins, ceea ce sugerează că acesta ar fi numele tatălui lor natural. După eliberare, Amelia s-a căsătorit cu James Roberts, un negru liber; tatăl vitreg a crescut copiii Ameliei ca pe ai lui. Roberts se ocupa cu o afacere cu transporturi fluviale pe râul James. Până la sfârșitul vieții, a devenit destul de înstărit pentru un afro-american din acea vreme. Joseph Roberts avea origini predominant europene. Istoricul liberian Abayomi Karnga scria în 1926: „Nu era chiar negru; era doar o optime african și ar fi putut foarte ușor să treacă drept alb.” În copilărie, Joseph a început să muncească la afacerea tatălui său, încărcând marfă pe o plută ce le transporta de la Petersburg spre Norfolk pe râul James. Familia s-a mutat la Petersburg, Virginia, oraș industrial. La scurt timp, James Roberts a murit. Joseph a continuat să lucreze în transporturi, dar a fost și ucenic la o frizerie. Frizerul, William Colson, era și preot și unul dintre cei mai educați negri din Virginia. El i-a dat lui Roberts acces la biblioteca sa personală, sursă principală a educației băiatului.

## Căsătoria și familia
Roberts s-a căsătorit cu o femeie de 18 ani pe nume Sarah în 1828. Ei aveau un copil nou-născut cu ei când au emigrat în Liberia. Atât Sarah cât și copilul au murit în primul an după emigrare.
Roberts s-a recăsătorit cu Jane Rose Waring, fiica lui Harriet Graves și Colston Waring din Norfolk și Petersburg, Virginia, care emigrase și ea în colonie.

## Emigrarea în Liberia

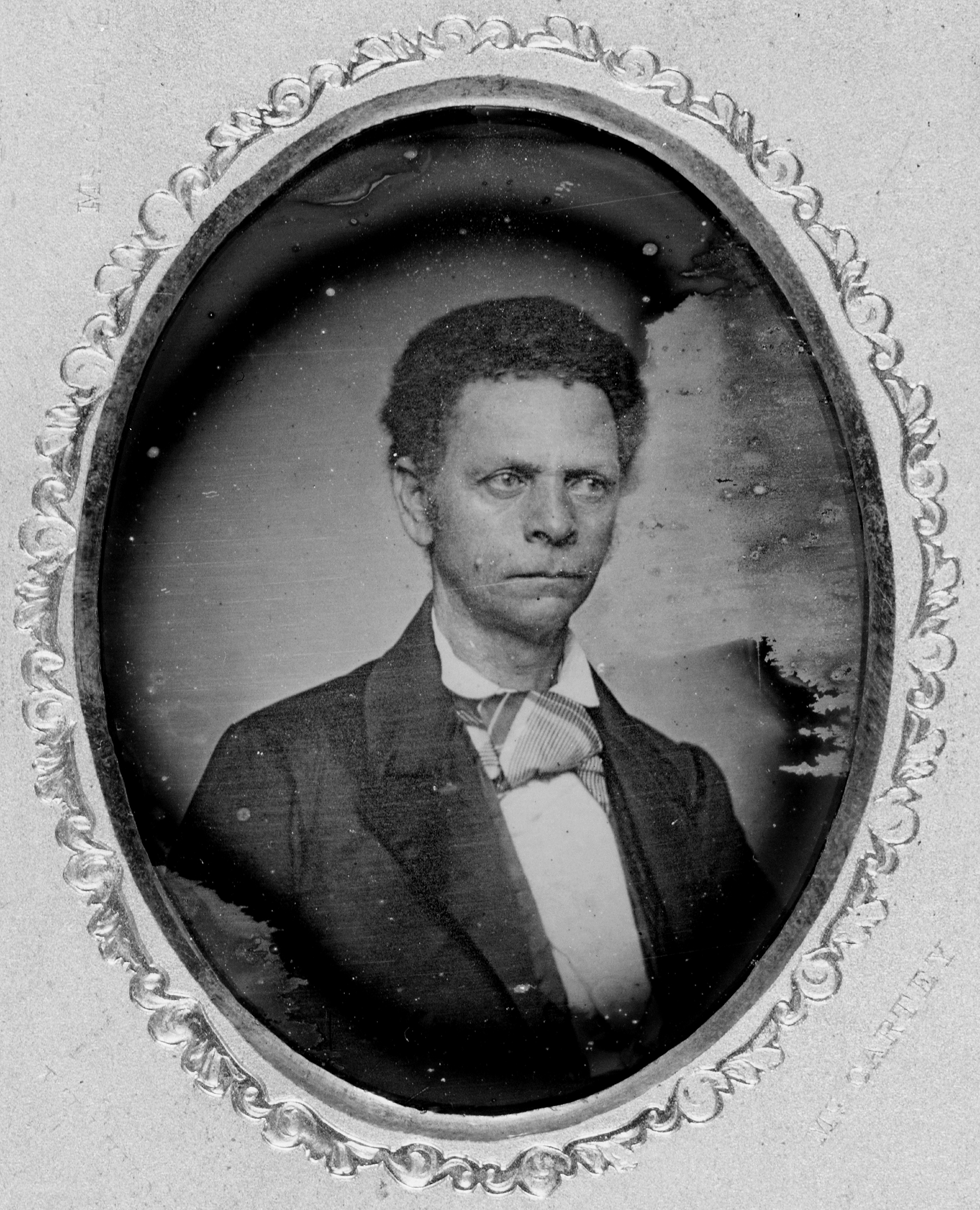
Daghereotip realizat între 1840 și 1860.

După ce a aflat de planurile Societății Americane pentru Colonizare de a coloniza coasta africană de la Capul Mesurado de lângă Monrovia de astăzi, familia Roberts a hotărât să se alăture unei expediții. Restricțiile puse asupra negrilor liberi de Legile Negrilor din Virginia au jucat un rol important în această decizie. Familia Roberts era, în plus, una foarte religioasă și dorea evanghelizarea indigenilor din Africa. La 9 februarie 1829 ei au plecat în Africa pe vasul Harriet. Joseph Roberts, soția sa Sarah și copilul lor au călătorit împreună în Liberia, împreună cu mama lui și cu cinci dintre cei șase frați. Pe același vas se afla și James Spriggs Payne, care avea să devină al patrulea președinte al Liberiei.
La Monrovia, Roberts împreună cu doi frați ai săi și cu ajutorul prietenului lor William Colson of Petersburg au înființat o afacere care se ocupa cu exportul de produse pe bază de palmier, santal african și fildeș în Statele Unite, precum și cu importul de bunuri americane într-un magazin din Monrovia. În 1835, Colson a emigrat în Liberia, dar a murit la scurt timp după sosire. Afacerea a înflorit, iar familia Roberts au devenit membri marcanți ai comunității locale. În acest timp, fratele lui Joseph, John Wright Roberts, a devenit preot metodist, și avea ulterior să devină episcop. După ce la început a activat ca negustor, fratele cel mai mic, Henry Roberts, a studiat medicina la Școala Medicală Berkshire din Massachusetts. Joseph Roberts a avut resurse financiare suficiente pentru a plăti studiile fratelui său. Henry s-a întors în Liberia să lucreze ca medic.
În 1833, Joseph Roberts a devenit high sheriff al coloniei. Una dintre responsabilitățile sale era cea de a organiza milițiile de coloniști care călătoreau în interiorul continentului pentru a colecta taxe de la popoarele indigene și de a înăbuși revoltele lor împotriva dominației coloniale. În 1839, Societatea Americană pentru Colonizare l-a numit pe Roberts viceguvernator. După încă doi ani, după moartea guvernatorului Thomas Buchanan, Roberts a devenit primul guvernator metis al Liberiei. În 1846, Roberts a cerut legislativului declararea independenței Liberiei, dar și menținerea cooperării cu Societatea Americană pentru Colonizare. Legislativul a convocat un referendum, în care alegătorii au votat în favoarea independenței. La 26 iulie 1847, Roberts a proclamat independența Liberiei. Primele alegeri prezidențiale s-au desfășurat la 5 octombrie 1847, și au fost câștigate de Roberts, care a depus jurământul la 3 ianuarie 1848, împreună cu vicepreședintele său, Stepehn Allen Benson.

## Prima președinție (1847-1856)
Roberts a fost reales de încă trei ori și a fost președinte timp de opt ani până când a pierdut alegerile din 1855 în fața vicepreședintelui Benson.
Tentativa de a fonda un stat pe baza a 3000 de coloniști s-a dovedit dificilă. Unele triburi de coastă s-au convertit la creștinism și au învățat engleza, dar majoritatea africanilor indigeni și-au păstrat limba și religia tradițională. Comerțul cu sclavi a continuat ilicit în porturile liberiene, dar a fost eradicat de marina britanică în anii 1850.

### Relațiile internaționale
În primul an de președinție, Roberts s-a concentrat pe obținerea recunoașterii independenței de către țările europene și de către Statele Unite. În 1848 a călătorit în Europa unde s-a întâlnit cu regina Victoria și cu alți șefi de stat. Regatul Unit a fost prima țară care a recunoscut independența Liberiei, fiind urmată de Franța în 1848 (sau 1852 după alte relatări). În 1849, țara a fost recunoscută de orașele germane Hamburg, Bremen și Lübeck, precum și de Portugalia, Brazilia, Regatul Sardiniei și Imperiul Austriac. Norvegia și Suedia au făcut acest lucru până în 1863, iar Haiti în 1849 sau 1864, iar Danemarca în 1849 sau 1869.
Statele Unite au recunoscut independența Liberiei abia în 1862, în timpul președinției lui Abraham Lincoln, când Războiul Civil era în plină desfășurare. Guvernul s-a temut, se pare, până atunci că congressmenii din Sud nu vor admite un ambasador negru la Washington, D.C.

### Relațiile cu grupările indigene; expansiunea
Colonia Maryland și-a declarat în 1854 independența față de Societatea pentru Colonizare a Statului Maryland dar nu s-a unit cu Republica Liberia. Ea deținea teritoriul aflat de-a lungul coastei dintre râurile Grand Cess și San Pedro. În 1856, statul independent Maryland a cerut ajutor militar de la Liberia într-un război cu popoarele Grebo și Kru. Aceștia opuneau rezistență eforturilor coloniștilor din Maryland de a controla comerțul. Roberts i-a ajutat pe marylandezi, și o campanie militară comună a celor două grupuri de coloniști afro-americani s-au încheiat cu victorie. În 1857, Republica Maryland s-a unit cu Liberia formând comitatul Maryland.
În timpul președinției, Roberts a extins teritoriile Liberiei de-a lungul coastei și a încercat să integreze pe indigenii din Monrovia în noua Republică. În 1860, prin tratate și achiziții semnate cu liderii africani locali, Liberia ajunsese să dețină o linie de coastă lungă de 1000 km.

### Economia și comunitatea
Coloniștii au construit școli și Colegiul Liberia (devenit ulterior Universitatea Liberia). În primii ani, ramurile principale ale economiei au fost agricultura, construcțiile navale și comerțul.
Roberts a fost descris ca fiind un lider priceput, cu talent diplomatic. Acțiunile sale au fost importante pentru independența și suveranitatea Liberiei. Talentul diplomatic i-a fost de folos lui Roberts ulterior pentru a trata cu popoarele indigene și pentru a manevra în domeniul complex al relațiilor internaționale.

## Între președinții

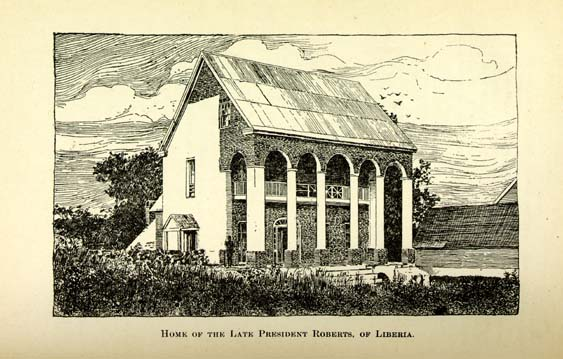
Litografie a fostei case a lui Joseph Roberts din Monrovia

După prima președinție, Roberts a servit cincisprezece ani ca general în armata liberiană, fiind și reprezentant diplomatic în Franța și Regatul Unit. În 1862, el a ajutat la înființarea Colegiului Liberia din Monrovia, al cărei prim președinte a fost până în 1876. Roberts a călătorit frecvent în SUA pentru a strânge fonduri pentru colegiu. Până la moartea sa, a rămas profesor de jurisprudență și legislație internațională la acest colegiu.

## A doua președinție (1872-1876)
În 1871, președintele Edward James Roye a fost obligat să demisioneze de elemente loiale Partidului Republican, pe motiv că intenționa anularea alegerilor ce urmau să aibă loc. Roberts, unul dintre liderii Partidului Republican, a câștigat alegerile prezidențiale și deci a redevenit președinte în 1872, îndeplinind două mandate până în 1876. Între 1875 și până la începutul lui 1876, vicepreședintele Anthony W. Gardiner a îndeplinit funcțiile prezidențiale, întrucât Roberts era bolnav.
În deceniile de după 1868, dificultățile economice au slăbit dominația statului asupra populației indigene din zona de coastă. Situația s-a înrăutățit—costul importurilor a devenit mult mai mare decât veniturile generate de exporturile de cafea, orez, ulei de palmier, trestie de zahăr și cherestea. Liberia a încercat să-și modernizeze economia predominant agricolă.

## Moștenirea
Roberts a murit la 24 februarie 1876, la mai puțin de două luni după încheierea celui de-al doilea mandat al său ca președinte. În testamentul său, el a lăsat 10000 de dolari și moșia sa moștenire sistemului educațional din Liberia.
Principalul aeroport al Liberiei se numește în onoarea sa Aeroportul Internațional Roberts, ca și orașul Robertsport și Strada Roberts din Monrovia. Chipul său apare pe bancnota de zece dolari liberieni introdusă în 1997, și pe vechea bancnotă de cinci dolari aflată în circulație între 1989 și 1991. 15 martie, ziua sa de naștere, este sărbătoare națională în Liberia.